# Liolaemus yanalcu
Liolaemus yanalcu — вид ігуаноподібних ящірок родини Liolaemidae. Ендемік Аргентини.

## Поширення і екологія
Liolaemus yanalcu мешкають в передгір'ях гірського масиву Невадо-дель-Акай, на кордоні між провінціями Сальта і Жужуй. Вони живуть на високогірних луках пуна, порослих Parastrephia phylicaeformis і Festuca. Зустрічаються на висоті від 3898 до 4305 м над рівнем моря. Є всеїдними, відкладають яйця.